# Doe het licht maar aan
Doe het licht maar aan was een eenmalig herdenkingsprogramma op de VRT in het kader van 50 jaar televisie in België. Het programma werd gemaakt door Jan Van Rompaey en Marc De Wolf en is uitgezonden op 1 november 2003 op TV1.
In het programma werd een hommage gebracht aan een aantal overleden televisiepersoonlijkheden aan de hand van archiefbeelden en interviews met bekende televisiemakers vanuit het Flageygebouw. De tv-pioniers die aan bod kwamen waren Jan Theys, Johan Anthierens, Jetje Cabanier, Fred De Bruyne, Jef Cassiers, Nand Baert, Pol Jacquemyns, Bob Van Bael en Maurice De Wilde.